# انتحار
الانتحار هو الفعل الذي يتضمن تسبب الشخص عمدًا في قتل نفسه. يرتكب الانتحار غالبًا بسبب اليأس، والذي كثيراً ما يُعزى إلى اضطراب نفسي مثل الاكتئاب أو الهوس الاكتئابي أو الفصام أو إدمان الكحول أو تعاطي المخدرات. وغالبًا ما تلعب عوامل الإجهاد مثل الصعوبات المالية أو موت شخص عزيز أو المشكلات في العلاقات الشخصية دورًا في ذلك. وقد أوردت بيانات لمنظمة الصحة العالمية بأن 75% من حالات الانتحار تسجل ما بين متوسطي الدخل وسكان الدول الفقيرة. وتشمل الجهود المبذولة لمنع الانتحار تقييد الوصول إلى الأسلحة النارية، وعلاج الأمراض النفسية وحظر استعمال المخدرات، فضلاً عن تحسين التنمية الاقتصادية.
تختلف الطريقة الأكثر شيوعًا للانتحار حسب البلد، كما ترتبط جزئيًا بمدى توافر الوسائل. وتشمل الطرق الشائعة ما يلي: الشنق والتسمم بواسطة المبيدات الحشرية والأسلحة النارية. هناك ما بين 800.000 إلى مليون شخص تقريبًا يموتون كل عام عن طريق الانتحار، مما يجعله عاشر الأسباب الرئيسية للوفاة في العالم. المعدلات أعلى في الرجال عنه في النساء، حيث أن الذكور أكثر عرضة لقتل أنفسهم من الإناث بمقدار 3-4 مرات. هناك ما يقدر بنحو من 10 إلى 20 مليون محاولة انتحار فاشلة كل عام. وهذه المحاولات أكثر شيوعًا بين الشباب والإناث.
وقد تأثرت وتباينت وجهات النظر حول الانتحار بالموضوعات الوجودية العامة مثل الدين والشرف ومعنى الحياة. تعدّ الأديان الإبراهيمية تقليديًا أن الانتحار معصية لله ويرجع ذلك إلى الإيمان بقدسية الحياة. وخلال عهد الساموراي في اليابان، كانت طقوس السيبوكو تعدّ وسيلة محترمة للتكفير عن الفشل أو تعدّ شكلًا من أشكال الاحتجاج. الستي، وهي ممارسة جنائزية هندية يجرمها القانون الآن، كانت تستلزم أن تقوم الأرملة بالتضحية بنفسها في المحرقة الجنائزية لزوجها، سواءً برغبة أو تحت ضغط من الأسرة والمجتمع.
الانتحار ومحاولة الانتحار، في حين كانت جريمة يُعاقَب عليها جنائيًا في السابق، إلا أنها لم تعد كذلك في معظم البلدان الغربية. وفي المقابل، فهي لا تزال تمثل جريمة جنائية في معظم البلدان الإسلامية. في القرنين العشرين والحادي والعشرين، استُخدم الانتحار في شكل التضحية بالنفس وسيلةً للاعتراض واستُخدمت الهجمات الفدائية والتفجيرات الانتحارية كتكتيك عسكري أو إرهابي.

## التعريفات
الانتحار، أو ما يُعرف أيضًا بالانتحار المكتمل، هو «قيام الشخص بقتل نفسه.» أما محاولة الانتحار أو السلوك الانتحاري غير المؤدي إلى الموت فهو يمثل إيذاء النفس مع الرغبة في إنهاء الحياة دون أن يؤدي ذلك إلى الموت. أما الانتحار بمساعدة الغير فيكون عندما يساعد شخص ما شخصًا آخر على قتل نفسه على نحو غير مباشر، سواءً عن طريق تقديم المشورة أو الوسائل اللازمة لتحقيق هذه الغاية. وهذا على عكس القتل بدافع الشفقة حيث يقوم شخص آخر بدور أكثر فعالية في إنهاء حياة شخص ما. الأفكار الانتحارية تمثل تفكير الشخص في إنهاء حياته.

## عوامل الخطورة

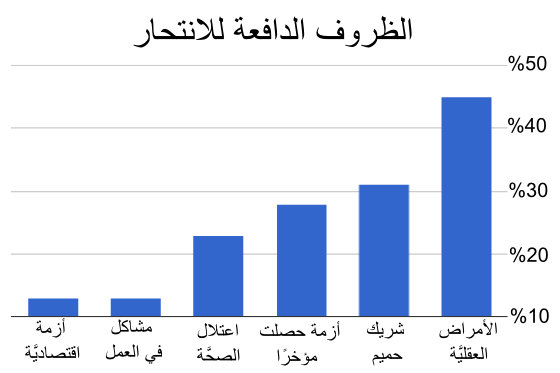
الظروف الدافعة للانتحار من 16 ولاية أمريكية في عام 2008.

تشمل العوامل التي تؤثر على خطورة الانتحار الاضطرابات النفسية، وإساءة استعمال المخدرات، والحالات النفسية، والأوضاع الثقافية والعائلية والاجتماعية، فضلاً عن الجينات الوراثية. وكثيرًا ما يجتمع كل من المرض النفسي وتعاطي المواد المخدرة معًا. وتشمل عوامل الخطورة الأخرى القيام مسبقًا بمحاولة انتحار، أو سهولة الحصول على وسيلة لارتكاب هذا الفعل، أو وجود سجل عائلي للانتحار، أو وجود إصابات الدماغ الرضية. على سبيل المثال، وُجد أن معدلات الانتحار تكون أكبر لدى الأسر التي تقتني الأسلحة النارية من الأسر التي لا تقتنيها. العوامل الاجتماعية والاقتصادية مثل البطالة والفقر والتشرد والتمييز ربما تدفع أيضًا إلى الأفكار الانتحارية. ومن بين المقدمين على الانتحار، هناك نسبة بين 15–40% يتركون رسالة انتحار. ويبدو أن الجينات الوراثية مسؤولة عما بين 38% و55% من السلوكيات الانتحارية. أما المحاربون القدامى فإنهم معرضون لخطورة الانتحار أكثر من غيرهم، ويرجع ذلك جزئيًا إلى تميزهم بارتفاع معدلات الأمراض النفسية والمشاكل الصحية الجسدية المتعلقة بالحرب.

### الاضطرابات النفسية
الاضطرابات النفسية غالبًا ما توجد في وقت الانتحار بتقديرات تتراوح من 27% إلى أكثر من 90%. ومن بين هؤلاء الذين دخلوا إلى إحدى وحدات الطب النفسي، يبلغ معدل الخطورة على حياتهم من الانتحار المكتمل حوالي 8.6%. ومن إجمالي عدد الأشخاص الذين يموتون بفعل الانتحار، فإن نصفهم ربما يعاني من الاضطراب الاكتئابي الحاد؛ حيث أن المعاناة من ذلك الاضطراب أو غيره من اضطرابات المزاج مثل الاضطراب ثنائي القطب تزيد من خطورة الانتحار بمعدل 20 مرة. وتشمل الحالات الأخرى المتضمَنة انفصام الشخصية (14%)، واضطرابات الشخصية (14%)، والاضطراب ثنائي القطب، واضطراب ما بعد الصدمة. ويُذكر أن هناك حوالي 5% من الأشخاص المصابين بمرض انفصام الشخصية يموتون من خلال الانتحار. كما تمثل اضطرابات الأكل إحدى الحالات الأخرى عالية الخطورة.
ويُعد وجود سجل من محاولات الانتحار السابقة أكبر مؤشر للانتحار المكتمل في نهاية الأمر. فهناك ما يقرب من 20% من حالات الانتحار كانت لها محاولة سابقة، ومن بين أولئك الذين حاولوا الانتحار، هناك 1% نجحوا في الانتحار المكتمل خلال عام واحد وهناك أكثر من 5% يقومون بالانتحار بعد 10 أعوام. بينما لا تُعتبر أفعال إيذاء النفس محاولات انتحار، ويرتبط وجود سلوك إيذاء النفس بزيادة احتمال الانتحار.
فيما يقرب من 80% من حالات الانتحار المكتمل، يكون الفرد قد راجع الطبيب خلال السنة الأخيرة قبل وفاته، ومنهم 45% في الشهر الأخير قبل الوفاة. ومن أولئك الذين أتموا الانتحار، هناك ما يقرب من 25-40% كانوا على اتصال بخدمات الصحة النفسية في السنة السابقة للوفاة.

### تعاطي المخدرات

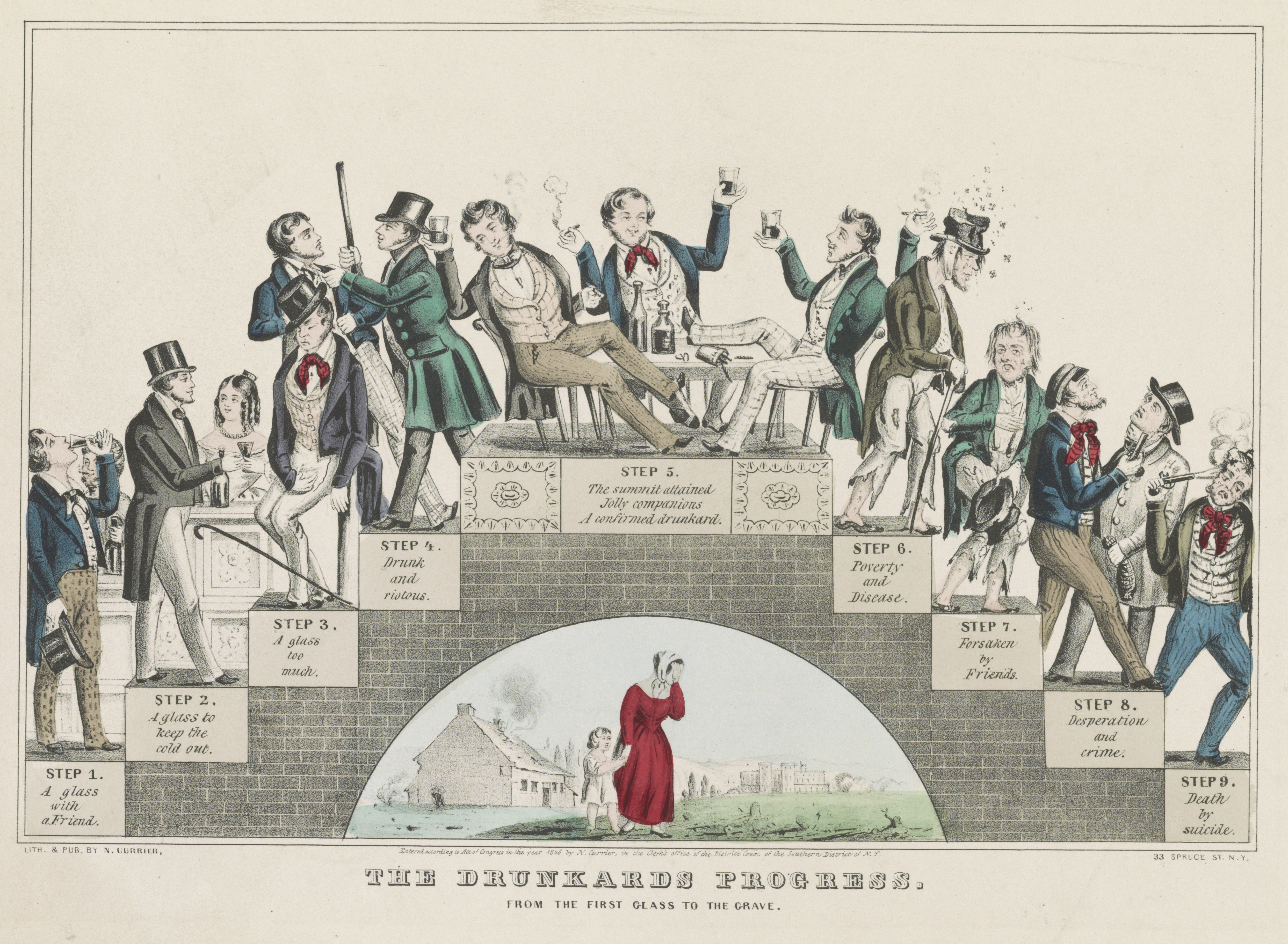
"لوحة مراحل تطور مدمن الخمر" 1846 توضح كيف أن إدمان الكحول يمكن أن يؤدي إلى الانتحار

تعاطي المخدرات هو ثاني أكثر عوامل الخطورة انتشارًا فيما يخص الانتحار بعد الاكتئاب الحاد والاضطراب ثنائي القطب. ويرتبط كل من إساءة استعمال المخدرات المزمنة والتسمم الحاد ارتباطًا وثيقًا. وعندما يقترن هذا بالحزن الشخصي، مثل الفجيعة، تزداد الخطورة أكثر وأكثر. وبالإضافة إلى ذلك، فإن إساءة استعمال المخدرات ترتبط ارتباطًا وثيقًا باضطرابات الصحة النفسية.
ويكون معظم الأشخاص تحت تأثير العقاقير المهدئة والمنومة (مثل الكحول أو البنزوديازيبينات) عند قيامهم بالانتحار، حيث يظهر إدمان الكحول فيما بين 15% و61% من الحالات. ويُلاحظ أن البلدان التي لديها معدلات أعلى من تعاطي الكحول وكثافة أكبر للحانات عمومًا لديها أيضًا معدلات أعلى للانتحار مع ارتباط هذه العلاقة أساسًا باستخدام الكحول المقطر بدلاً من استخدام الكحول غير المقطر. وهناك ما يقرب من 2,2-3,4% من أولئك الذين تلقوا العلاج من إدمان الكحول في مرحلة ما من حياتهم يموتون عن طريق الانتحار. ويُذكر أن مدمني الكحول الذين يحاولون الانتحار هم عادة من الذكور الأكبر سنًا الذين حاولوا الانتحار في الماضي. كما أن هناك نسبة ما بين 3 و35% من الوفيات وسط متعاطي الهيروين تعود إلى الانتحار (أكثر بمقدار 14 ضعف تقريبًا من أولئك الذين لا يتعاطونه).
إن تعاطي الكوكايين والميثامفيتامين يرتبط ارتباطًا وثيقًا بالانتحار. وتكون الخطورة أكبر لدى متعاطي الكوكايين خلال مرحلة الانسحاب. كما أن متعاطي المستنشقات هم أيضًا معرضون لخطورة كبيرة، حيث يُقدم منهم حوالي 20% على محاولة الانتحار في مرحلة ما من حياتهم، بينما يفكر فيه أكثر من 65% منهم. كذلك، فإن تدخين السجائر يرتبط ارتباطًا وثيقًا بخطورة الانتحار. وهناك القليل من الأدلة حول السبب في وجود هذه الارتباطات والعلاقات؛ ومع ذلك فقد تم الافتراض أن أولئك الذين لديهم الاستعداد للتدخين لديهم أيضًا الاستعداد للانتحار، حيث أن التدخين يسبب مشاكل صحية مما يجعل الناس يرغبون بالتالي في إنهاء حياتهم، كما أن التدخين يؤثر على كيمياء المخ مما يسبب الاستعداد للانتحار. ومع ذلك، فلا يبدو أن القنب يزيد هذه الخطورة بمفرده.

### مشاكل القمار
ترتبط مشاكل القمار بزيادة التفكير في الانتحار ومحاولات القيام به مقارنة بعامة الناس. وهناك ما بين 12 و24% من المقامرين المصابين بالإدمان المرضي للقمار يحاولون الانتحار. كما أن معدل الانتحار بين زوجاتهم يزيد ثلاثة أضعاف عن عامة الناس. وتشمل العوامل الأخرى التي تزيد الخطورة لدى المقامرين أصحاب المشاكل كل من الأمراض النفسية وإدمان الكحول وتعاطي المخدرات.

### الحالات الطبية
هناك ارتباط بين السلوك الانتحاري ومشاكل الصحة البدنية، ومنها: الألم المزمن، إصابات الدماغ الرضية، والسرطان، والمرضى الذين يعانون من غسيل الكلى، وفيروس نقص المناعة البشرية، والذئبة الحمامية المجموعية، وغيرها. علمًا بأن تشخيص السرطان يضاعف تقريبًا من احتمال الانتحار المترتب على ذلك التشخيص. كما شهدت أورام البنكرياس والرئة في الولايات المتحدة معدلات خطورة انتحار أعلى بكثير من غيرها في الشهور الأولى من تشخيص الورم. وتجدُر الإشارة إلى ملاحظة استمرار انتشار الزيادة في السلوك الانتحاري بعد تكيف المرضى مع مرض الاكتئاب وتعاطي الكحول. وبخصوص الأشخاص الذين يعانون من أكثر من حالة طبية واحدة، فقد كانت الخطورة لديهم مرتفعة على نحو خاص. ويُذكر أنه في اليابان تعدّ المشاكل الصحية المبرر الرئيسي للانتحار.
وتُعد اضطرابات النوم مثل الأرق وانقطاع النفس النومي من عوامل الخطورة المتعلقة بالاكتئاب والانتحار. وفي بعض الحالات، قد تكون اضطرابات النوم عامل خطورة مستقلاً عن الاكتئاب. وهناك عدد من الحالات الطبية الأخرى التي قد تظهر عليها أعراض مشابهة لاضطرابات المزاج، ومنها: الغدة الدرقية، والزهايمر، وأورام الدماغ، والذئبة الحمامية المجموعية، والآثار الضارة لعدد من الأدوية (مثل حاصرات بيتا والستيرويدات).

### الحالات النفسية
هناك عدد من الحالات النفسية التي تؤدي إلى زيادة احتمال الانتحار، ومنها: اليأس، وفقدان المتعة في الحياة، والاكتئاب والقلق. كما أن القدرة المحدودة على حل المشاكل، وفقدان القدرات التي اعتادها الشخص، وضعف السيطرة على الانفعالات تلعب دورًا في ذلك أيضًا. وفي حالة كبار السن، فإن تصور كونهم عبئًا على الآخرين أمر مهم أيضًا في هذا الصدد.
كما تزيد الخطورة أيضًا نتيجة ضغوط الحياة الحديثة مثل فقدان أحد أفراد العائلة أو الأصدقاء، أو فقدان الوظيفة، أو العزلة الاجتماعية (مثل العيش منفردًا). وكذلك فإن أولئك الذين لم يتزوجوا أبدًا معرضون أيضًا لخطورة أكبر. وربما يعمل التدين على تقليل احتمال الانتحار لدى الشخص. وقد يعود ذلك إلى الموقف السلبي الذي تتخذه العديد من الأديان ضد الانتحار، وكذلك قد يعود إلى المزيد من الترابط الذي يوفره الدين. ويظهر أن المسلمين، بين المتدينين، لديهم معدل انتحار أقل من غيرهم.
وقد يلجأ البعض للانتحار هربًا من التسلط أو الإجحاف. كما أن وجود سجل من الاعتداء الجنسي في مرحلة الطفولة والوقت الذي يقضيه الشخص في دور الرعاية يمثلان عوامل خطورة كذلك. ويُعتقد أن الاعتداء الجنسي يسهم بنحو 20% من الخطورة الكلية.
والتفسير التطوري للانتحار هو أنه قد يحسِّن التلاؤم الشامل. وقد يحدث هذا إذا كان الشخص المُقبل على الانتحار لا يمكن أن يكون لديه المزيد من الأطفال، ويريد إبقاء الثروة بعيدًا عن الأقارب من خلال البقاء على قيد الحياة. والاعتراض على هذا هو أن وفيات المراهقين الأصحاء لا يحتمل أن يزيد التلاؤم الشامل. كما أن التكيف مع بيئة الأجداد إذا كانت مختلفة جدًا قد يكون غير ممكن في البيئة الحالية.
ويرتبط الفقر بخطورة الانتحار. وتؤدي زيادة الفقر النسبي مقارنة بالمحيطين بالشخص إلى زيادة احتمال الانتحار. ولقد أقدم أكثر من 200,000 مزارع في الهند على الانتحار منذ عام 1997، ويرجع ذلك جزئيًا إلى قضايا الديون. وفي الصين، يزيد معدل الانتحار بمقدار ثلاثة أضعاف المعدل المحتمل في المناطق الريفية عن المناطق الحضرية، ويُعتقد أن السبب في ذلك يعود جزئيًا إلى الصعوبات المالية في هذه المنطقة من البلاد.

### وسائل الإعلام

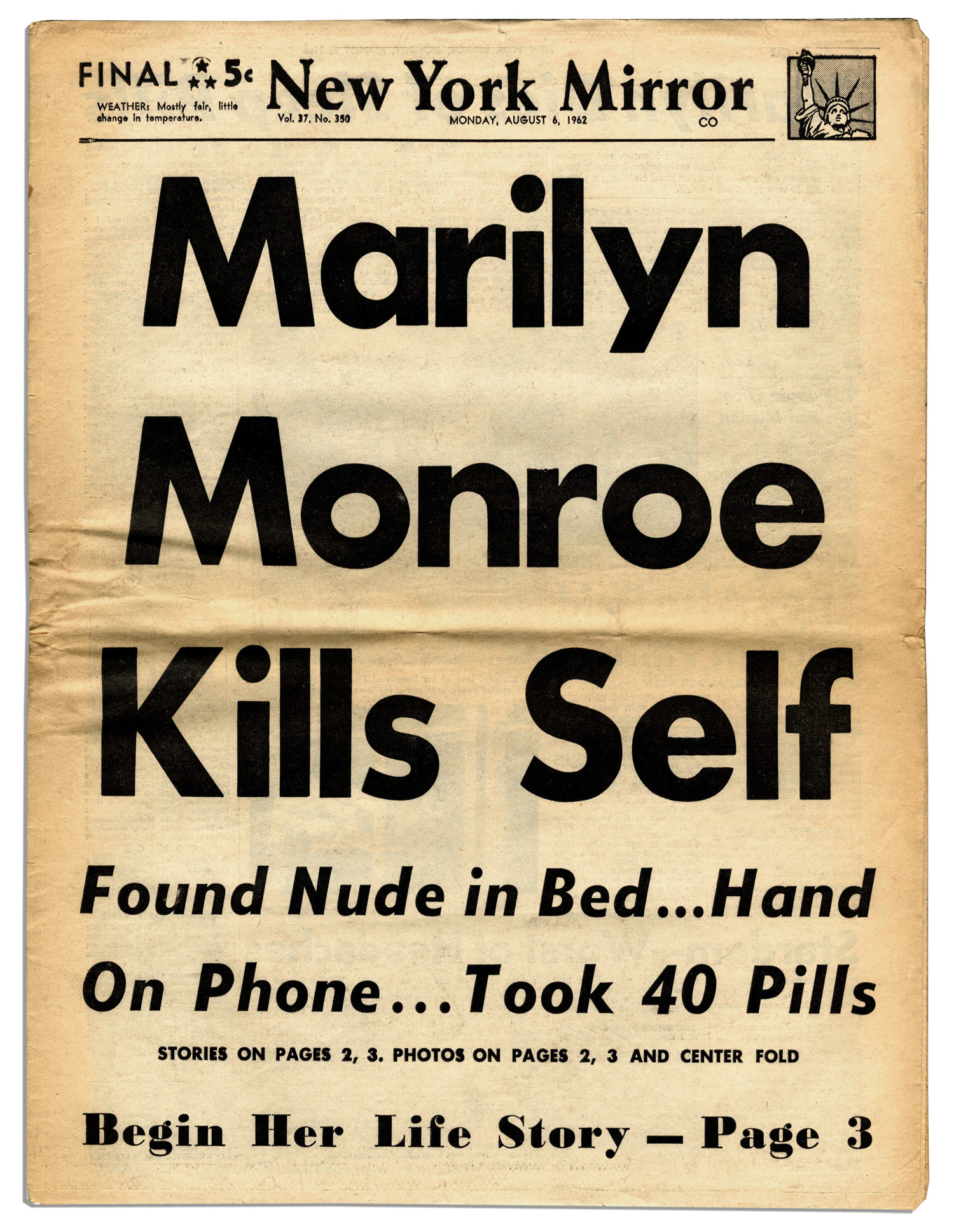
الصفحة الأولى لصحيفة نيويورك ديلي ميرور تعلن خبر وفاة مارلين مونرو

تلعب وسائل الإعلام، والتي تشمل الإنترنت، دورًا مهمًا. وجدير بالذكر أن الطريقة التي تستخدمها في تصوير الانتحار قد يكون لها أثر سلبي مع التغطية على نطاق كبير وبارز ومتكرر، وعلى نحو يُمجد أو يضفي جوًا عاطفيًا على حالة الانتحار، فيكون لها بالتالي أكبر الأثر على الناس. كذلك، عندما يتم تصوير وصفًا مفصلاً لكيفية الانتحار عن طريق وسيلة معينة، فإن طريقة الانتحار هذه قد تزيد بين الناس عامة.
ويُعرف هذا الدافع لعدوى الانتحار أو الانتحار بالتقليد باسم تأثير فيرتر، والذي سُمي على اسم بطل رواية غوته التي تحمل اسم أحزان الشاب فيرتر الذي انتحر في أحداث القصة. وتكون هذا الخطورة أكبر لدى المراهقين الذين قد يضفون طابعًا عاطفيًا على الموت. ويبدو أنه بينما تتميز وسائل الإعلام الإخبارية بتأثير كبير، فإن تأثير وسائل الإعلام الترفيهية غير واضح بالتحديد. وعلى العكس من تأثير فيرتر، هناك تأثير بابا جينو المقترح، وفيه فإن تغطية آليات التكيف الفعالة قد يكون لها تأثير وقائي. ويستند هذا المصطلح إلى شخصية في أوبرا موتسارت التي تحمل اسم الناي السحري، حيث أقدمت هذه الشخصية على الانتحار خوفًا من فقدان أحد الأحباء حتى قام الأصدقاء بمساعدتها على الخروج من هذه المحنة. عندما تتبع وسائل الإعلام المبادئ التوجيهية المناسبة للإعلام، فإنه يمكن خفض احتمال الانتحار. ومع ذلك، فإن الحصول على صفقة في هذا المجال يمكن أن يكون صعبًا خاصة على المدى الطويل.

### الجانب العقلاني
الانتحار العقلاني هو إنهاء الشخص حياته على أساس منطق معين، على الرغم من أن البعض يشعر بأن الانتحار أمر غير منطقي على الإطلاق. ويُعرف قيام الشخص بقتل نفسه من أجل الآخرين باسم الانتحار الإيثاري. ومثال على ذلك أن يقوم أحد الكبار بقتل نفسه لترك كميات أكبر من الغذاء للأشخاص الأصغر سنًا في المجتمع. وفي بعض ثقافات الأسكيمو، قد يُنظر إلى هذا على أنه عمل من أعمال الاحترام أو الشجاعة أو الحكمة.
الهجوم الانتحاري هو عمل سياسي، حيث يرتكب المهاجم العنف ضد الآخرين وهو يفهم أن ذلك سوف يؤدي إلى وفاته شخصيًا. بعض الانتحاريين يسعون للحصول على الشهادة. أما مهام الكاميكاز الفدائية، فكانت تُنفذ كواجب من أجل قضية سامية أو التزام أخلاقي. بينما القتل مع الانتحار هو ارتكاب جريمة قتل يلحقها في غضون أسبوع انتحار الشخص الذي ارتكب هذه الجريمة. وكثيرًا ما يحدث الانتحار الجماعي تحت الضغط الاجتماعي، حيث يتخلى الأعضاء عن استقلاليتهم لصالح القائد. ويمكن أن يتم الانتحار الجماعي بعدد أقله شخصين، وغالبًا ما يُشار إليه باعتباره اتفاقًا انتحاريًا.
وفي الحالات المخففة التي سيكون فيها الاستمرار في العيش لا يطاق، فإن بعض الناس يلجأ لاستخدام الانتحار وسيلةً للهروب. ومن المعروف أن بعض السجناء في معسكرات الاعتقال النازية قد قتلوا أنفسهم عن طريق لمس الأسوار المكهربة عمدًا.

## الطرق

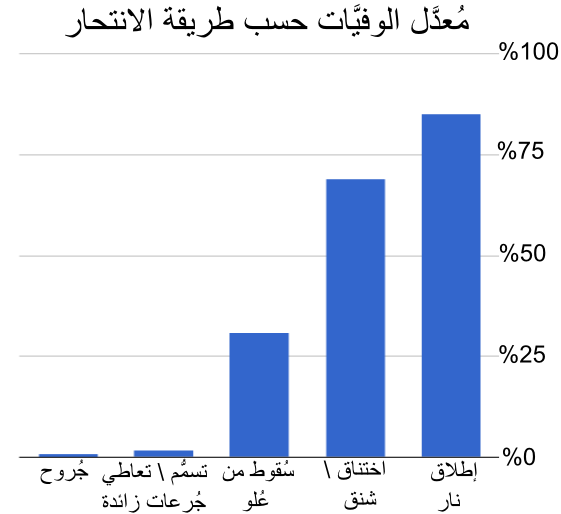
معدل حالات الوفيات حسب طريقة الانتحار في الولايات المتحدة.

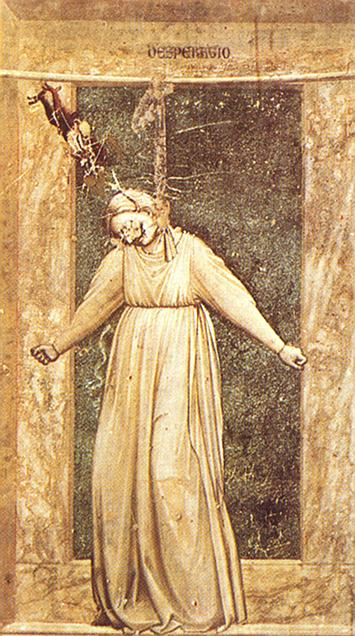
الانتحار شنقا

تختلف الطرق الرئيسية للانتحار بين البلدان. وتشمل أهم الطرق في مختلف المناطق كل من الشنق، والتسمم بالمبيدات الحشرية، والأسلحة النارية. ويُعتقد أن هذه الاختلافات راجعة جزئيًا إلى توافر الطرق المختلفة. وقد تبين من دراسة الوضع في 56 دولة أن الشنق هو الأسلوب الأكثر شيوعًا في معظم البلدان، وهو يمثل 53% من حالات الانتحار لدى الذكور و39% من حالات الانتحار لدى الإناث.
وتمثل حالات الانتحار باستخدام المبيدات الحشرية 30% من حالات الانتحار على مستوى العالم. ومع ذلك، يتباين استخدام هذه الطريقة بشكل ملحوظ بين البلدان بداية من 4% في أوروبا إلى أكثر من 50% في منطقة المحيط الهادئ. كما أنها طريقة شائعة أيضًا في أمريكا اللاتينية بسبب سهولة الوصول إليها وسط فئات السكان المزارعين. وفي كثير من البلدان، يمثل تعاطي جرعات زائدة من المخدرات حوالي 60% من حالات الانتحار بين النساء و30% بين الرجال. والكثير من هذه الحالات لا يكون مخطط لها وتحدث خلال فترة من التناقض الحاد. ويختلف معدل الوفيات حسب الطريقة: الأسلحة النارية 80-90%، والغرق 65-80%، والشنق 60-85%، وعوادم السيارات 40-60%، والقفز 35-60%، والاختناق بحرق الفحم 40-50%، والمبيدات الحشرية 6-75%، والجرعة الزائدة من الأدوية 1,5-4%. وتختلف الطرق الأكثر شيوعًا لمحاولة الانتحار عن الطرق الناجحة الأكثر شيوعًا للانتحار، حيث أن هناك ما يصل إلى 85% من محاولات تجري عن طريق تناول جرعة زائدة من المخدرات على مستوى العالم المتقدم.
وفي الولايات المتحدة، هناك 57% من حالات الانتحار تشتمل استخدام الأسلحة النارية، حيث تعد هذه الطريقة إلى حد ما أكثر شيوعًا لدى الرجال عن النساء. بينما كان السبب التالي الأكثر شيوعًا للانتحار هو الشنق لدى الذكور وتسميم النفس لدى الإناث. وبجمعها معًا، شكلت هذه الطرق حوالي 40% من حالات الانتحار في الولايات المتحدة. وفي سويسرا، حيث يملك الجميع تقريبًا سلاحًا ناريًا، كان أكبر عدد من حالات الانتحار عن طريق الشنق. أما قفز الشخص من أجل الوفاة فهو شائع في كل من هونغ كونغ وسنغافورة بنسبة 50% و80% على التوالي. أما في الصين، فإن استخدام المبيدات الحشرية هو الأسلوب الأكثر شيوعًا لديهم. وفي اليابان، لا يزال يحدث طعن النفس المعروف باسم سيبوكو أو هارا كيري، ومع ذلك فإن الانتحار بالشنق هو الأكثر شيوعًا.

## الفسيولوجيا المرضية

الخريطة العالمية لنسبة الانتحار المقدرة لكل 100000 نسمة

ليس هناك فسيولوجيا مرضية موحدة معروفة كامنة وراء سواءً الانتحار أو الاكتئاب. ومع ذلك، يُعتقد أنه ينجم عن تفاعل العوامل السلوكية والاجتماعية والبيئية والنفسية.
إن المستويات المنخفضة من عامل التغذية العصبية المستمد من الدماغ (BDNF) ترتبط بالانتحار سواءً بشكل مباشر أو بشكل غير مباشر من خلال دورها في الاكتئاب الحاد، واضطراب ما بعد الصدمة، وانفصام الشخصية، واضطراب الوسواس القهري. وقد وجدت دراسات ما بعد الوفاة انخفاضًا في مستويات عامل التغذية العصبية المستمد من الدماغ في قرن آمون وقشرة الفص الجبهي، سواءً لدى أولئك الذين يعانون أو الذين لا يعانون من حالات نفسية. ويُعتقد أن السيروتونين، وهو ناقل عصبي في الدماغ، يكون منخفضًا لدى أولئك الذين يقومون بالانتحار. ويستند هذا جزئيًا إلى وجود دليل على زيادة مستويات مستقبلات 5-HT2A بعد الموت. وتتضمن الأدلة الأخرى انخفاض مستويات أحد نواتج تحلل السيروتونين، وهو حمض 5-هيدروكسي إندول أسيتيك، في السائل الشوكي الدماغي. ومع ذلك، فمن الصعب جمع الأدلة المباشرة. كما يُعتقد أيضًا أن علم التخلق، وهو دراسة التغيرات في التعبير الجيني استجابةً للعوامل البيئية التي لا تغير من الحمض النووي الكامن، يُعتقد أنه يلعب دورًا في تحديد خطورة الانتحار.

## منع الانتحار

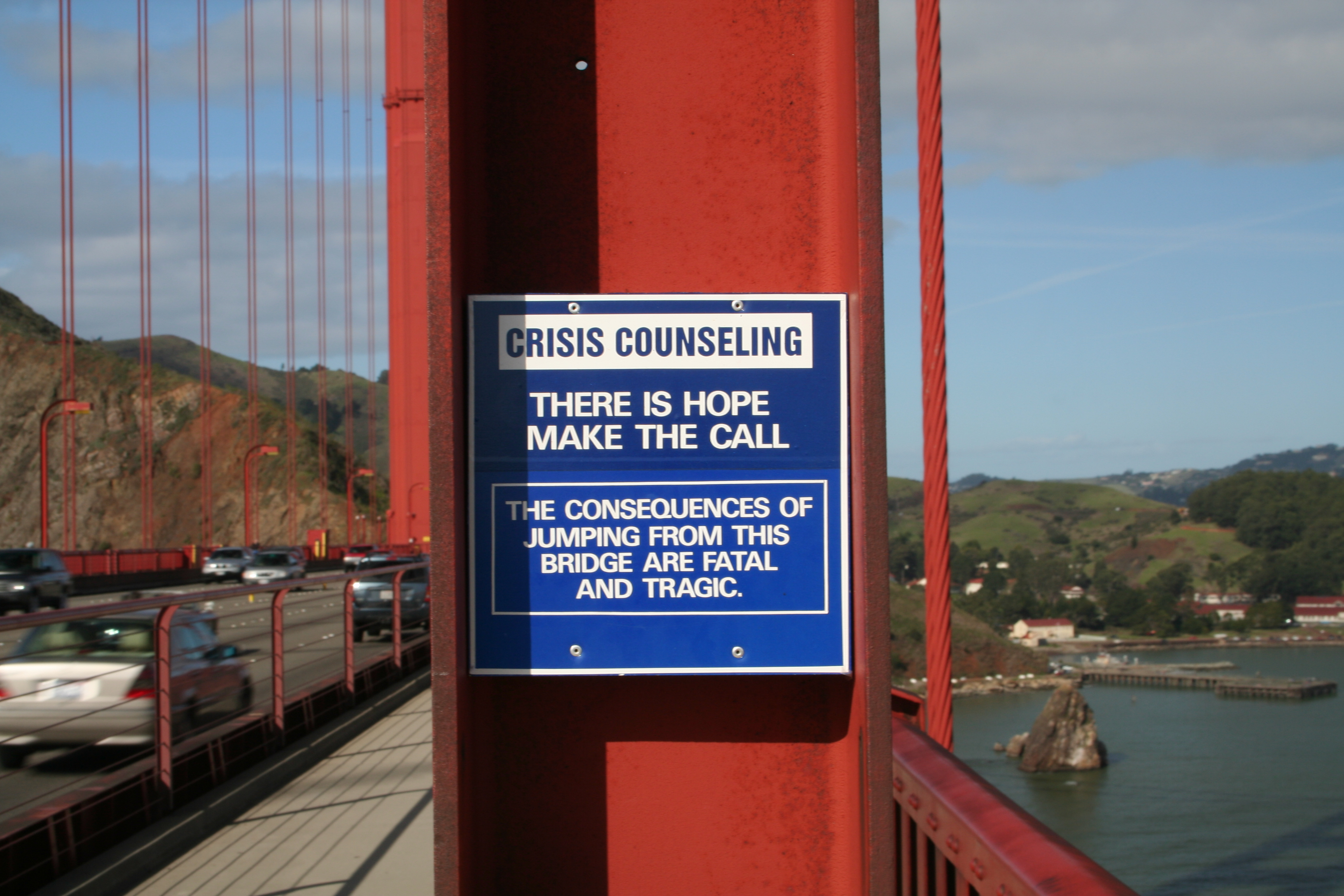
في إطار مبادرة منع الانتحار، تعزز هذه العلامة هاتفًا خاصًا متوفرًا على جسر جولدن جيت يتيح الاتصال ب خط ساخن للأزمات.

منع الانتحار هو مصطلح يُستخدم للتعبير عن الجهود الجماعية للحد من حالات الانتحار من خلال التدابير الوقائية. ويعمل الحد من فرص الحصول على وسائل معينة، مثل الأسلحة النارية أو السموم، على التقليل من الخطورة. وتشمل التدابير الأخرى الحد من فرص الحصول على الفحم وإنشاء الحواجز على الجسور ومنصات مترو الإنفاق. وفي هذا الصدد، يمكن أن يفيد أيضًا العلاج من إدمان المخدرات والكحول، والاكتئاب، فضلاً عن علاج أولئك الذين حاولوا الانتحار في الماضي. وقد اقترح البعض الحد من فرص الحصول على الكحول باعتباره استراتيجية وقائية (مثل تخفيض عدد البارات). ورغم انتشار الخطوط الساخنة للأزمات، إلا أن هناك القليل من الأدلة التي تدعم أو تدحض فعاليتها. وفيما يخص البالغين الشباب الذين فكروا مؤخرًا في الانتحار، يظهر أن العلاج المعرفي السلوكي كان قادرًا على تحسين النتائج. كما أن التنمية الاقتصادية، من خلال قدرتها على الحد من الفقر، قد تكون قادرة على خفض معدلات الانتحار. وكذلك، فإن الجهود المبذولة لزيادة التواصل الاجتماعي، خاصة لدى الذكور المسنين، قد تكون فعالة في هذا الصدد.

### الفحص
هناك القليل من البيانات حول تأثيرات فحص عموم الناس على المعدل النهائي للانتحار. وحيث توجد نسبة عالية من الناس الذين يجرون اختبارًا بنتيجة إيجابية عن طريق هذه الأداة وهم ليسوا معرضين لخطورة الانتحار، فهناك مخاوف من أن يؤدي ذلك الفحص إلى زيادة ملحوظة في استخدام موارد الرعاية الصحية النفسية. ومع ذلك فمن المستحسن تقييم أولئك المعرضين لخطورة عالية. علمًا بأن السؤال عن السلوك الانتحاري لا يبدو أنه يزيد من الخطورة.

### الأمراض النفسية
فيما يتعلق بأولئك الذين يعانون من مشاكل الصحة النفسية، هناك عدد من العلاجات التي قد تقلل من خطورة الانتحار. ويجوز قبول أولئك المقبلين على الانتحار بنشاط للحصول على الرعاية النفسية إما طوعًا أو كرهًا. وعادة ما تتم إزالة الممتلكات التي يمكن استخدامها لإيذاء النفس. وهناك بعض الأطباء الذين يجعلون المرضى يوقعون عقودًا خاصة بمنع الانتحار، حيث أنهم يوافقون فيها على عدم الإضرار بأنفسهم إذا أطلق سراحهم. ومع ذلك فإن الدليل لا يدعم وجود تأثير كبير لهذه الممارسة. وجدير بالذكر أنه إذا كان الشخص مُعرضًا لخطورة منخفضة، يمكن الترتيب لتقديم علاج الأمراض النفسية في إطار العيادات الخارجية. ولم تكشف النتائج أن الاستشفاء على المدى القصير أكثر فعالية من الرعاية المجتمعية في تحسين النتائج فيما يخص المصابين بمرض اضطراب الشخصية الحدية المقبلين على الانتحار على نحو مزمن.
وهناك أدلة مؤكدة على أن العلاج النفسي، وعلى وجه التحديد العلاج السلوكي الجدلي، يقلل السلوك الانتحاري لدى المراهقين وكذلك لدى المصابين بمرض اضطراب الشخصية الحدية. ومع ذلك لم تكشف الأدلة عن انخفاض في حالات الانتحار المكتملة.
هناك جدل حول مدى الفائدة مقابل الضرر من مضادات الاكتئاب. لدى الشباب، يبدو أن أحدث مضادات الاكتئاب مثل عقاقير SSRI تزيد من احتمال الانتحار من 25 لكل 1000 إلى 40 لكل 1000. ومع ذلك، فإن هذه الأدوية يغلب أن تؤدي إلى تقليل الخطورة لدى كبار السن. كما يبدو الليثيوم فعالاً في خفض الخطورة لدى المصابين بالاضطراب ثنائي القطب والاكتئاب أحادي القطب إلى ما يقرب من المستويات نفسها لدى عامة الناس.

## علم الأوبئة
| غير معروف <3 3–6 6–9 9–12 12–15 15–18 | 18–21 21–24 24–27 27–30 30–33 >33 |

الوفيات الناتجة عن الإصابات الذاتية لكل 100,000 نسمة في عام 2004.
غير معروف
<3
3–6
6–9
9–12
12–15
15–18
18–21
21–24
24–27
27–30
30–33
>33

هناك ما يقرب من 0.5% إلى 1.4% من الناس ينهون حياتهم عن طريق الانتحار. وعلى المستوى العالمي، واعتبارًا من عام 2009/2008، أصبح الانتحار هو السبب الرئيسي العاشر للوفاة، حيث أنه المسؤول عن وفاة نحو من 800,000 إلى مليون شخص سنويًا، محققًا معدل وفيات قدره 11.6 لكل 100,000 شخص سنويًا. وقد زادت معدلات الانتحار بنسبة 60% من عام 1960 إلى عام 2012، وظهرت هذه الزيادات في المقام الأول في بلدان العالم النامي. وجدير بالذكر أن هناك ما بين 10 و40 محاولة انتحار فاشلة مقابل كل حالة انتحار تُفضي إلى الموت.
وتختلف معدلات الانتحار اختلافًا كبيرًا بين البلدان وعلى مر الزمن. وكنسبة مئوية من الوفيات في عام 2008، كانت النسبة في: أفريقيا 0.5%، وجنوب شرق آسيا 1.9%، والأميركتين 1.2%، وأوروبا 1.4%. وكانت المعدلات لكل 100,000 شخص كالتالي: أستراليا 8.6، وكندا 11.1، والصين 12.7، والهند 23.2، والمملكة المتحدة 7.6، والولايات المتحدة 11.4. وصُنف الانتحار باعتباره السبب الرئيسي العاشر للوفاة في الولايات المتحدة في عام 2009 بتسجيل حوالي 36,000 حالة سنويًا. وهناك حوالي 650,000 شخص يخضعون للإشراف في أقسام الطوارئ سنويًا بسبب محاولة الانتحار. وتتميز كل من ليتوانيا واليابان والمجر بأعلى المعدلات في هذا الصدد. أما البلدان التي لديها أكبر عدد مطلق من حالات الانتحار فهي الصين والهند، واللتان لديهما أكثر من نصف مجموع الحالات على مستوى العالم. وجدير بالذكر أن الانتحار في الصين يُعد السبب الرئيسي الخامس للوفاة. بحسب منظمة الصحة العالمية فإن هناك شخصا واحدا على الأقل يموت عن طريق الانتحار كل 40 ثانية.

### الجنس
| لا بيانات <1 1–5 5–5.8 | 5.8–8.5 8.5–12 12–19 19–22.5 | 22.5–26 26–29.5 29.5–33 33–36.5 | >36.5 |

| لا بيانات <1 1–5 5–5.8 | 5.8–8.5 8.5–12 12–19 19–22.5 | 22.5–26 26–29.5 29.5–33 33–36.5 | >36.5 |

| لا بيانات <1 1–5 5–5.8 | 5.8–8.5 8.5–12 12–19 19–22.5 | 22.5–26 26–29.5 29.5–33 33–36.5 | >36.5 |

في العالم الغربي، يبلغ عدد الذكور الذين يموتون بسبب الانتحار 3-4 أضعاف عدد الإناث اللاتي يمتن للسبب نفسه، رغم أن محاولات الانتحار لدى الإناث تبلغ أربعة أضعاف الذكور. وقد يعود ذلك إلى استخدام الذكور وسائل أكثر فتكًا لإنهاء حياتهم. ويظهر هذا الفرق أكثر وضوحًا لدى أولئك الذين يزيدون عن سن ال 65، حيث تبلغ نسبة الذكور الذين يقومون بالانتحار عشرة أضعاف الإناث. وتتميز الصين بأحد أعلى معدلات الانتحار بين النساء في العالم، وهي البلد الوحيد الذي يزيد فيه معدل انتحار النساء عن الرجال (بنسبة 0.9). وفي شرق البحر الأبيض المتوسط، تبدو معدلات الانتحار متكافئة تقريبًا بين الذكور والإناث. وفيما يتعلق بالنساء، وُجدت أعلى نسبة للانتحار في كوريا الجنوبية بواقع 22 لكل 100,000، وذلك في ظل ارتفاع معدلات الانتحار في جنوب شرق آسيا وغرب المحيط الهادئ عمومًا.

### العمر
في العديد من البلدان، يكون معدل الانتحار أعلى المعدلات لدى الأشخاص في منتصف العمر أو المسنين. ومع ذلك، فإن العدد المطلق لحالات الانتحار يكون أكبر ما يمكن في تلك الفئة العمرية ما بين 15 و29 عامًا نظرًا لعدد الأشخاص الموجودين في هذه الفئة العمرية. في الولايات المتحدة، تظهر أعلى معدلات الانتحار بين الرجال القوقازيين الأكبر من 80 عامًا، بالرغم من أن الأشخاص الأصغر سنًا يقومون بمحاولة الانتحار بمعدل أعلى. ويُعد الانتحار ثاني أكثر الأسباب شيوعًا للوفاة بين المراهقين. وعند الذكور من الشباب، فإنه يُعد السبب الثاني مباشرة بعد الوفاة نتيجة الحوادث. أما عند الذكور من الشباب في بلدان العالم المتقدم، فهو السبب في حوالي 30% من الوفيات. وفي بلدان العالم النامي، فإن المعدلات مشابهة لذلك، ولكنها تشكل نسبة صغيرة من مجموع الوفيات، وذلك نتيجة لارتفاع معدلات الوفاة نتيجة أنواع أخرى من الصدمات. وفي جنوب شرق آسيا، وعلى النقيض من مناطق أخرى من العالم، فإن الوفيات الناتجة عن الانتحار تحدث بمعدل أكبر بين الشابات مقارنة بالنساء كبار السن.

## قائمة البلدان حسب معدل نسبة الانتحار
القائمة التالية تقدّر نسب الانتحار حسب البلد طبقا للبيانات المقدّمة من منظمة الصحة العالمية.
| الترتيب | الدولة                  | ذكر  | أنثى | المجموع | السنة |
| ------- | ----------------------- | ---- | ---- | ------- | ----- |
| 1       | ليتوانيا                | 55.9 | 9.1  | 30.7    | 2008  |
| 2       | روسيا البيضاء           | 63.3 | 10.3 | 35.1    | 2003  |
| 3       | روسيا                   | 61.6 | 10.7 | 34.3    | 2004  |
| 4       | كازاخستان               | 51.0 | 8.9  | 29.2    | 2003  |
| 5       | المجر                   | 44.9 | 12.0 | 27.7    | 2003  |
| 6       | غيانا                   | 42.5 | 12.1 | 27.2    | 2003  |
| 7       | سلوفينيا                | 37.9 | 13.9 | 25.6    | 2004  |
| 8       | لاتفيا                  | 42.9 | 8.5  | 24.3    | 2004  |
| 9       | اليابان                 | 35.6 | 12.8 | 24.0    | 2004  |
| 10      | كوريا الجنوبية          | 32.5 | 15.0 | 23.8    | 2004  |
| 11      | أوكرانيا                | 43.0 | 7.3  | 23.8    | 2004  |
| 12      | جمهورية الصين الشعبية   | 20.4 | 24.7 | 22.5    | 1999  |
| 13      | سريلانكا                | —    | —    | 21.6    | 1996  |
| 14      | بلجيكا                  | 31.2 | 11.4 | 21.1    | 1997  |
| 15      | إستونيا                 | 35.5 | 7.3  | 20.3    | 2005  |
| 16      | فنلندا                  | 31.7 | 9.4  | 20.3    | 2004  |
| 17      | كرواتيا                 | 30.2 | 9.8  | 19.6    | 2004  |
| 18      | صربيا                   | 28.8 | 10.4 | 19.3    | 2002  |
| 19      | الجبل الأسود            | 28.8 | 10.4 | 19.3    | 2002  |
| 20      | هونغ كونغ               | 25.2 | 12.4 | 18.6    | 2004  |
| 21      | فرنسا                   | 27.5 | 9.1  | 18.0    | 2003  |
| 22      | سويسرا                  | 23.7 | 11.3 | 17.4    | 2004  |
| 23      | النمسا                  | 26.1 | 8.2  | 16.9    | 2005  |
| 24      | مولدوفا                 | 29.3 | 5.2  | 16.7    | 2004  |
| 25      | بولندا                  | 27.9 | 4.6  | 15.9    | 2004  |
| 26      | التشيك                  | 25.9 | 5.7  | 15.5    | 2004  |
| 27      | الأوروغواي              | 24.5 | 6.4  | 15.1    | 2001  |
| 28      | لوكسمبورغ               | 21.9 | 7.4  | 14.6    | 2004  |
| 29      | جمهورية الصين الشعبية   | 13.0 | 14.8 | 13.9    | 1999  |
| 30      | الدنمارك                | 19.2 | 8.1  | 13.6    | 2001  |
| 31      | كوبا                    | 20.3 | 6.6  | 13.5    | 2004  |
| 32      | سلوفاكيا                | 23.6 | 3.6  | 13.3    | 2002  |
| 33      | سيشل                    | —    | —    | 13.2    | 1998  |
| 34      | السويد                  | 19.5 | 7.1  | 13.2    | 2002  |
| 35      | بلغاريا                 | 19.7 | 6.7  | 13.0    | 2004  |
| 36      | ألمانيا                 | 19.7 | 6.6  | 13.0    | 2004  |
| 37      | ترينيداد وتوباغو        | 20.9 | 4.9  | 12.8    | 2000  |
| 38      | رومانيا                 | 21.5 | 4.0  | 12.5    | 2004  |
| 39      | سورينام                 | 17.8 | 6.4  | 12.1    | 2000  |
| 40      | آيسلندا                 | 17.7 | 6.2  | 12.0    | 2004  |
| 41      | نيوزيلندا               | 19.8 | 4.2  | 11.9    | 2000  |
| 42      | البوسنة والهرسك         | 20.3 | 3.3  | 11.8    | 1991  |
| 43      | كندا                    | 18.3 | 5.0  | 11.6    | 2002  |
| 44      | النرويج                 | 15.8 | 7.3  | 11.5    | 2004  |
| 45      | البرتغال                | 17.5 | 4.9  | 11.0    | 2003  |
| 46      | الولايات المتحدة        | 17.9 | 4.2  | 11.0    | 2002  |
| 47      | أستراليا                | 17.1 | 4.7  | 10.8    | 2003  |
| 48      | الهند                   | 12.8 | 8.0  | 10.5    | 2002  |
| 49      | تشيلي                   | 17.8 | 3.1  | 10.4    | 2003  |
| 50      | سنغافورة                | 12.5 | 7.6  | 10.1    | 2003  |
| 51      | ايرلندا                 | 16.3 | 3.2  | 9.7     | 2005  |
| 52      | هولندا                  | 12.7 | 6.0  | 9.3     | 2004  |
| 53      | قيرغيزستان              | 15.0 | 3.0  | 8.9     | 2004  |
| 54      | الأرجنتين               | 14.1 | 3.5  | 8.7     | 2003  |
| 55      | تركمانستان              | 13.8 | 3.5  | 8.6     | 1998  |
| 56      | إسبانيا                 | 12.6 | 3.9  | 8.2     | 2004  |
| 57      | السلفادور               | 12.2 | 4.2  | 8.1     | 2003  |
| 58      | موريشيوس                | 12.7 | 3.6  | 8.1     | 2004  |
| 59      | زيمبابوي                | 10.6 | 5.2  | 7.9     | 1990  |
| 60      | تايلاند                 | 12.0 | 3.8  | 7.8     | 2002  |
| 61      | سانت لوسيا              | 10.4 | 5.0  | 7.7     | 2002  |
| 62      | بليز                    | 13.4 | 1.6  | 7.6     | 2001  |
| 63      | نيكاراغوا               | 11.0 | 3.7  | 7.3     | 2003  |
| 64      | إيطاليا                 | 11.4 | 3.1  | 7.1     | 2002  |
| 65      | المملكة المتحدة         | 10.8 | 3.3  | 7.0     | 2004  |
| 66      | كوستاريكا               | 12.1 | 1.6  | 6.9     | 2004  |
| 67      | جمهورية مقدونيا         | 9.5  | 4.0  | 6.8     | 2003  |
| 68      | جمهورية الصين الشعبية   | 6.7  | 6.6  | 6.7     | 1999  |
| 69      | بنما                    | 11.1 | 1.4  | 6.3     | 2003  |
| 70      | إسرائيل                 | 10.4 | 2.1  | 6.2     | 2003  |
| 71      | بورتوريكو               | 10.9 | 1.8  | 6.2     | 2002  |
| 72      | الإكوادور               | 8.6  | 3.7  | 6.1     | 2004  |
| 73      | مالطا                   | 7.0  | 4.9  | 6.0     | 2004  |
| 74      | أوزبكستان               | 8.1  | 3.0  | 5.5     | 2003  |
| 75      | كولومبيا                | 8.2  | 2.4  | 5.3     | 1999  |
| 76      | فنزويلا                 | 8.4  | 1.8  | 5.1     | 2002  |
| 77      | البرازيل                | 6.8  | 1.9  | 4.3     | 2002  |
| 78      | ألبانيا                 | 4.7  | 3.3  | 4.0     | 2003  |
| 79      | المكسيك                 | 6.7  | 1.3  | 4.0     | 2003  |
| 80      | باهاماس                 | 6.0  | 1.3  | 3.6     | 2000  |
| 81      | سانت فينسنت والغرينادين | 6.8  | 0.0  | 3.4     | 2003  |
| 82      | اليونان                 | 5.2  | 1.2  | 3.2     | 2004  |
| 83      | البحرين                 | 4.9  | 0.5  | 3.1     | 1988  |
| 84      | باراغواي                | 4.5  | 1.6  | 3.1     | 2003  |
| 85      | طاجيكستان               | 2.9  | 2.3  | 2.6     | 2001  |
| 86      | جورجيا                  | 3.4  | 1.1  | 2.2     | 2001  |
| 87      | غواتيمالا               | 3.4  | 0.9  | 2.1     | 2003  |
| 88      | الفلبين                 | 2.5  | 1.7  | 2.1     | 1993  |
| 89      | الكويت                  | 2.5  | 1.4  | 2.0     | 2002  |
| 90      | أرمينيا                 | 3.2  | 0.5  | 1.8     | 2003  |
| 91      | جمهورية الدومينيكان     | 2.9  | 0.6  | 1.8     | 2001  |
| 92      | أذربيجان                | 1.8  | 0.5  | 1.1     | 2002  |
| 93      | بيرو                    | 1.1  | 0.6  | 0.9     | 2000  |
| 94      | ساو توميه وبرينسيب      | 0.0  | 1.8  | 0.9     | 1987  |
| 95      | باربادوس                | 1.4  | 0.0  | 0.7     | 2001  |
| 96      | إيران                   | 0.3  | 0.1  | 0.2     | 1991  |
| 97      | جامايكا                 | 0.3  | 0.0  | 0.1     | 1990  |
| 98      | سوريا                   | 0.2  | 0.0  | 0.1     | 1985  |
| 99      | أنتيغوا وباربودا        | 0.0  | 0.0  | 0.0     | 1995  |
| 100     | مصر                     | 0.1  | 0.0  | 0.0     | 1987  |
| 101     | هايتي                   | 0.0  | 0.0  | 0.0     | 2003  |
| 102     | هندوراس                 | 0.0  | 0.0  | 0.0     | 1978  |
| 103     | الأردن                  | 0.0  | 0.0  | 0.0     | 1979  |
| 104     | سانت كيتس ونيفيس        | 0.0  | 0.0  | 0.0     | 1995  |

## التاريخ

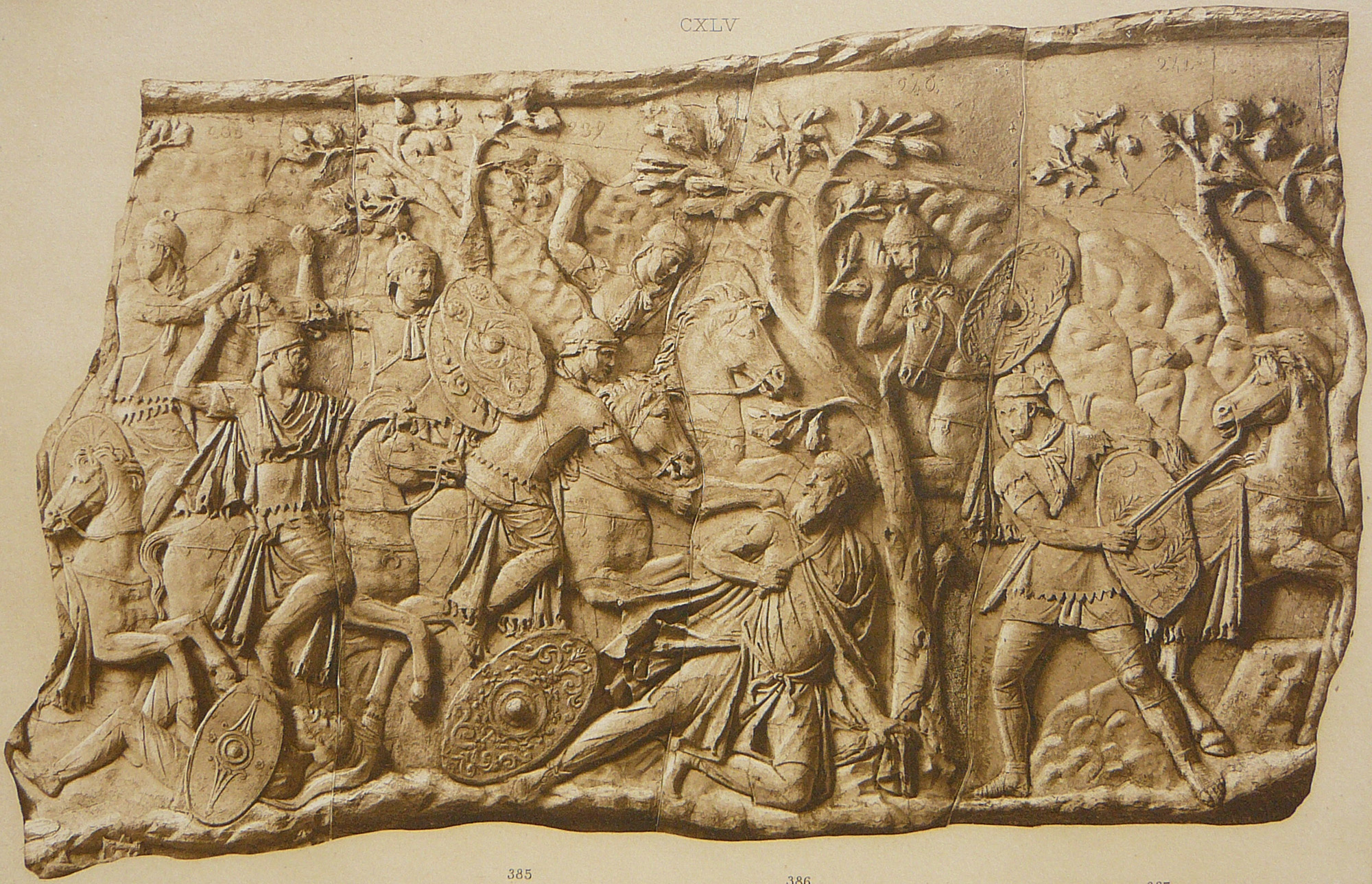
موت ديكابوليس منتحرًا، من عمود تراجان

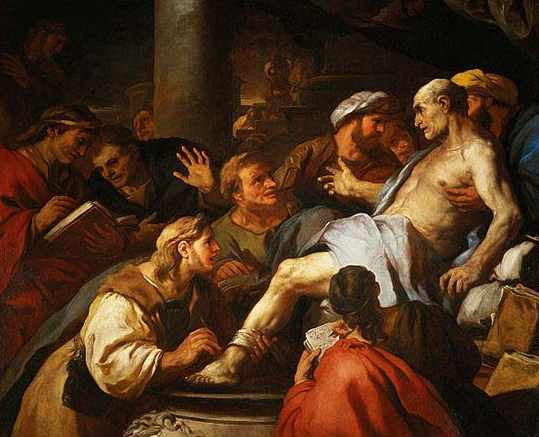
لوحة "وفاة سينيكا" بريشة الفنان لوكا جيوردانو (1684)، تُصوّر انتحار سينيكا الأصغر في روما القديمة.

كان الشخص الذي ينتحر في أثينا القديمة دون موافقة الدولة يُحرم من التكريم المتمثل في الدفن العادي. وكان هذا الشخص يُدفن وحده، على أطراف المدينة، دون شاهد قبر أو علامة. وفي اليونان القديمة وروما، كان الانتحار يعدّ وسيلة مقبولة للتعامل مع الهزيمة العسكرية. وفي روما القديمة، بينما كان الانتحار مسموحًا به في البداية، إلا أنه لاحقًا أُعتبِر جريمة ضد الدولة بسبب التكاليف الاقتصادية المترتبة عليه. كما أصدر لويس الرابع عشر ملك فرنسا مرسومًا جنائيًا في عام 1670، حيث فرض عقابًا أشد كثيرًا على هذه الجريمة: كان جسم الشخص المتوفى يُطاف به خلال الشوارع، ووجهه لأسفل، ثم يُشنق أو يُلقى به على كومة القمامة. وبالإضافة إلى ذلك، صودرت جميع ممتلكات هذا الشخص.
وعلى مر التاريخ في الكنيسة المسيحية، كان الأشخاص الذين يحاولون الانتحار يحرمون كنسيًا، أما أولئك الذين ماتوا بسبب الانتحار فكانوا يدفنون خارج المقابر المقدسة. وفي أواخر القرن التاسع عشر في بريطانيا العظمى، اُعتبِرت محاولة الانتحار مساوية لمحاولة القتل، ويمكن أن يُعاقب عليها بالشنق. أما في أوروبا في القرن التاسع عشر، فقد انتقل فعل الانتحار من اعتباره نتيجة للخطيئة إلى اعتباره نتيجة للجنون.

## الجوانب الاجتماعية والثقافية

### التشريع

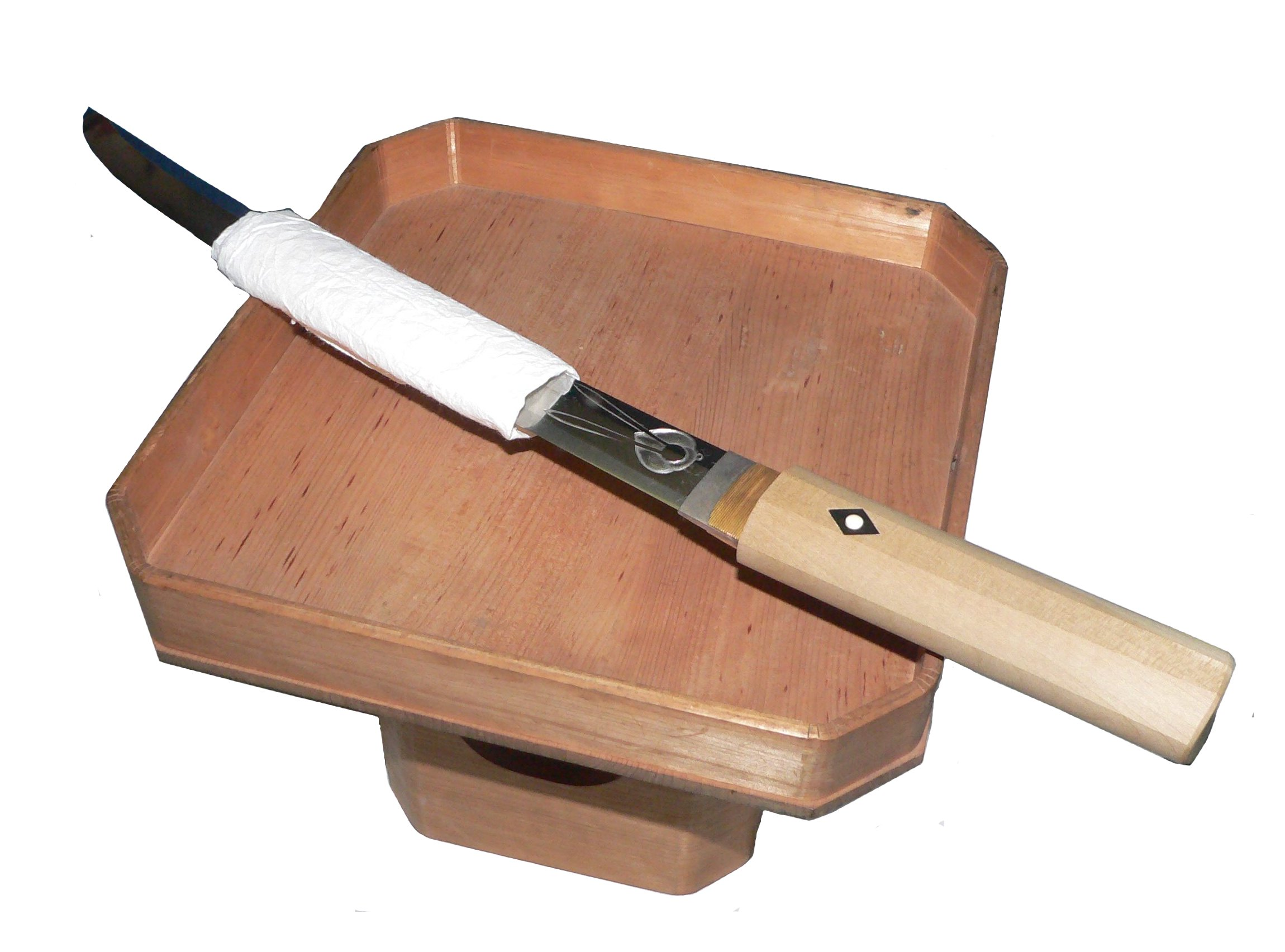
سكين تانتو مُعدة لطقوس السيبوكو.

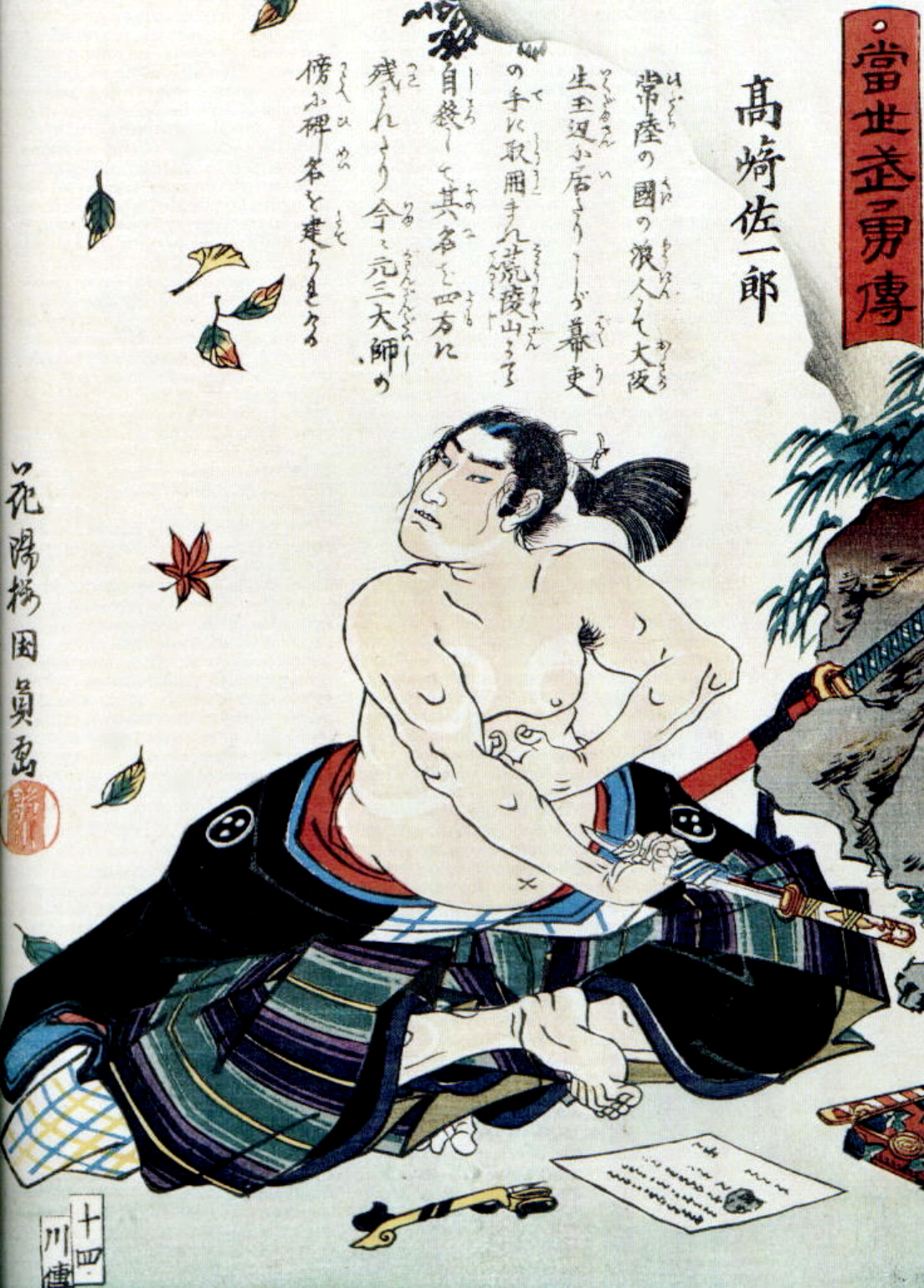
ساموراي على وشك القيام بطقوس السيبوكو

في معظم الدول الغربية، لم يعد الانتحار جريمة، ومع ذلك فقد كان يُعد جريمة في معظم بلدان أوروبا الغربية من العصور الوسطى حتى العقد الأول من القرن التاسع عشر. بينما هناك العديد من الدول الإسلامية التي تصنفه باعتباره جريمة جنائية.
في أستراليا، لا يُعد الانتحار جريمة. ومع ذلك، فإنها جريمة أن تنصح شخصًا آخر أو تحرضه أو تساعده وتدعمه في محاولة الانتحار، ويسمح القانون صراحة لأي شخص باستخدام «المقدار المعقول من القوة اللازمة» لمنع شخص آخر من الانتحار. ولقد أجاز إقليم شمالي أستراليا الانتحار بمساعدة الأطباء قانونيًا لفترة وجيزة بين عامي 1996-1997.
لا يُعد الانتحار أو محاولة الانتحار في أي بلد في أوروبا حاليًا جريمة. فقد ألغت إنجلترا وويلز تجريم الانتحار عبر قانون الانتحار لعام 1961، ثم تلتهما جمهورية أيرلندا في عام 1993. كانت كلمة «ارتكب» تُستخدم للإشارة إلى أنه غير قانوني، ولكن توقفت العديد من المنظمات عن استخدامها لما لها من دلالة سلبية.
في الهند، يُعد الانتحار غير قانوني وقد يواجه الباقون على قيد الحياة من عائلة المنتحر صعوبات قانونية بسببه. وفي ألمانيا، يُعد القتل الرحيم النشط غير قانوني، وأي شخص يحضر أثناء الانتحار قد يُحاكم بتهمة عدم تقديم العون في حالات الطوارئ. سويسرا من جانبها اتخذت مؤخرًا خطوات لتقنين الانتحار بمساعدة الغير للمصابين بأمراض نفسية مزمنة. وقد قامت المحكمة العليا في لوزان، في حكم لها عام 2006، بمنح فرد مجهول يعاني من صعوبات نفسية لفترة طويلة الحق في إنهاء حياته الخاصة.
وفي الولايات المتحدة، لا يُعد الانتحار غير قانوني، ولكن قد تلحق العقوبات أولئك الذين يحاولون القيام به. كما أن الانتحار بمساعدة الأطباء قانوني في ولايتي أوريغون وواشنطن.

### المعتقدات الدينية

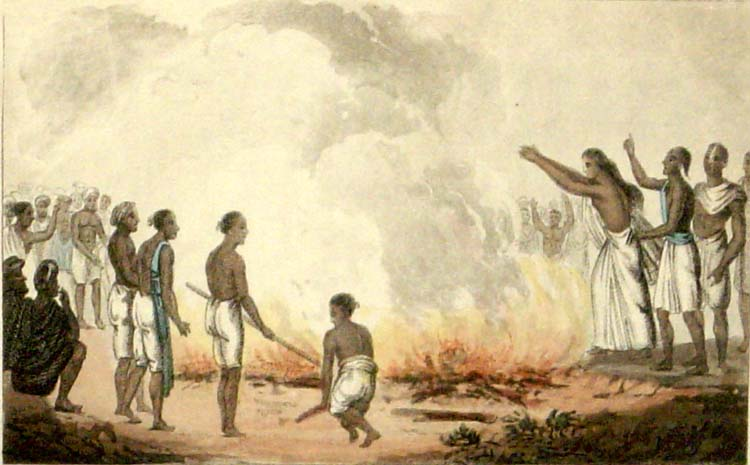
أرملة هندوسية تحرق نفسها مع جثة زوجها، العقد الثاني من القرن التاسع عشر.

الانتحار في الإسلام معصية، يأثم فاعله، هو حرام اتفاقا، بأدلة من المنقول والمعقول، قال الله تعالى: ﴿ولا تقتلوا أنفسكم﴾. فالنفس ملك لله، والحياة هبه الله للإنسان، فليس له أن يستعجل الموت بإزهاق الروح؛ لأن ذلك تدخل فيما لا يملك. ويقوم على أساس الإيمان بالله واليوم الآخر، والتسليم لأمر الله وقدره، والصبر وعدم الجزع، ولا اليأس من رحمة الله، وأن الله يجازي العباد في الدار الآخرة، كما أن مفهوم الحرية الشخصية؛ لا يتجاوز حدود العبودية لله رب العالمين. فالموت ليس خلاصا من الحياة، وهي لا تنتهي به، وعقوبة القاتل نفسه لا تتحقق إلا في الحياة الأخروية، إذ لا يمكن للناس معاقبة شخص ميت، كما أنه لا يعاقب أهل الميت بوزر لم يرتكبوه، وقاتل نفسه يتحمل وزر القتل، وما قد يترتب عليه من تعذيب نفسه، وإقلاق أسرته ومجتمعة، ولربما كانت وفاته سببا لتفويت حقوق والتزامات متعلقة بالآخرين. وفي الحديث: «عن ثابت الضحاك قال: قال النبي ﷺ: ومن قتل نفسه بشيء عذب به في نار جهنم». قال ابن حجر: «ويؤخذ منه أن جناية الإنسان على نفسه كجنايته على غيره في الإثم لأن نفسه ليست ملكا له مطلقا بل هي لله تعالى فلا يتصرف فيها إلا بما أذن له فيه». وفي الحديث: «عن أبي هريرة قال: قال رسول الله ﷺ: "من قتل نفسه بحديدة؛ فحديدته في يده يتوجأ بها في بطنه في نار جهنم خالدا مخلدا فيها أبدا، ومن شرب سما فقتل نفسه؛ فهو يتحساه في نار جهنم خالدا مخلدا فيها أبدا، ومن تردى من جبل فقتل نفسه؛ فهو يتردى في نار جهنم خالدا مخلدا فيها أبدا"». والعذاب في الآخرة بمشيئة الله، فقد مرض رجل فجزع فقتل نفسه، وثبت فيه حديث: «فقال رسول الله ﷺ «اللهم وليديه فاغفر»». قال النووي: «أن من قتل نفسه أو ارتكب معصية غيرها ومات من غير توبة فليس بكافر، ولا يقطع له بالنار، بل هو في حكم المشيئة». وهذا الحديث شرح للأحاديث الموهم ظاهرها تخليد قاتل النفس وغيره من أصحاب الكبائر في النار. وفيه إثبات عقوبة بعض أصحاب المعاصي.
في معظم أشكال المسيحية، يُعد الانتحار خطيئة، ويقوم ذلك أساسًا على كتابات المفكرين المسيحيين المؤثرين في العصور الوسطى، مثل القديس أوغسطين والقديس توما الأكويني، ولكن لم يكن الانتحار يعدّ خطيئة في مجموعة قوانين جستنيان المسيحية للإمبراطورية البيزنطية، على سبيل المثال. وفي المذهب الكاثوليكي، تقوم الحجة على أساس وصية «لا تقتل» (والتي تم تطبيقها بموجب العهد الجديد من قبل يسوع في إنجيل متى 19:18)، وكذلك فكرة أن الحياة هبة منحها الله لا ينبغي أن نرفضها، كما أن الانتحار يخالف «نواميس الكون»، وبالتالي يتعارض مع خطة الله للعالم أجمع.
ومع ذلك، يُعتقد أن المرض النفسي أو الخوف من المعاناة الشديدة يقلل من مسؤولية الشخص الذي يقوم بالانتحار المكتمل. وتشمل الحجج المضادة ما يلي: أن الوصية السادسة يمكن ترجمتها على نحو أدق على أن معناها «عليك ألا تقتل»، وليست بالضرورة تنطبق على الذات؛ كما أن الله قد أعطى الإرادة الحرة للبشر؛ وكذلك فإن قتل الإنسان نفسه لا يُعد انتهاكًا لقوانين الله مثله مثل علاج الأمراض؛ كما أن هناك عدد من حالات الانتحار المسجلة في الكتاب المقدس لأتباع الله دون وجود إدانة أو تحذير.
وتركز اليهودية على أهمية تقييم هذه الحياة، وعلى هذا النحو، فإنها تعدّ الانتحار بمثابة إنكار لخير الله في العالم. ورغم هذا، وتحت الظروف القصوى عندما لا يبدو أن هناك أي خيار سوى إما أن يُقتل اليهودي أو يُغصب على خيانة دينه، فقد اتجه اليهود لارتكاب حالات انتحار فردية أو انتحار جماعي (راجع مسادا، والاضطهاد الفرنسي الأول لليهود، وقلعة يورك على سبيل الأمثلة)، وللتذكرة الكئيبة، هناك حتى صلاة في القداس اليهودي تخص "عندما تكون السكين في الحلق، " لأولئك الذين يموتون، لتقديس اسم الله" (راجع الاستشهاد). وقد حظيت هذه الأفعال بردود أفعال متفاوتة من قبل السلطات الدينية اليهودية، حيث اعتبرها البعض أمثلة للاستشهاد البطولي، بينما يذكر آخرون أنه كان من الخطأ لديهم أن يقتلوا أنفسهم ويحتسبوا ذلك استشهاد.
لا يسمح الإسلام بالانتحار. وفي الهندوسية، يُنظر إلى الانتحار عمومًا بعبوس ويُعتبر مصدرًا للخطيئة مثله كمثل من يقتل شخصًا آخر في المجتمع الهندوسي المعاصر. وتنص الكتب الهندوسية المقدسة على أن الشخص الذي ينتحر سوف يصبح جزءًا من عالم الأرواح، يتخبط في الأرض حتى الوقت الذي كان سيموت فيه لو لم يرتكب جريمة الانتحار. ومع ذلك، تقبل الهندوسية أن للإنسان حق في إنهاء حياته من خلال ممارسة غير عنيفة تتمثل في الصوم حتى الموت، وتسمى برايوبافيسا. ولكن تقتصر برايوبافيسا فقط على الأشخاص الذين لم يعد لديهم الرغبة أو الطموح، وليست عليهم مسؤوليات متبقية في هذه الحياة. كما يوجد في الديانة اليانية ممارسة مماثلة تُسمى سانسرا. أما طقس الساتي، أو التضحية بالنفس من قبل الأرامل، فقد كان سائدًا في المجتمع الهندوسي خلال العصور الوسطى.

### الفلسفة

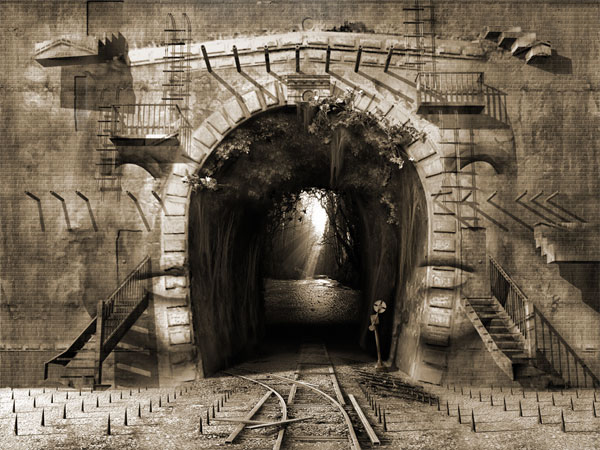
سبيل الخروج، أو التفكير في الانتحار: جورج جري، 2007.

هناك عدد من المسائل التي تُثار في فلسفة الانتحار، وتشمل ماهية الانتحار، وهل يمكن أن يكون الانتحار اختيارًا عقلانيًا، ومدى جواز الانتحار أخلاقيًا. وتتراوح الحجج الفلسفية بخصوص ما إذا كان يمكن أن يكون الانتحار مقبولاً من الناحية الأخلاقية من المعارضة القوية، (رؤية الانتحار باعتباره غير أخلاقي)، وصولاً إلى تصورات الانتحار كحق مقدس لأي شخص (حتى الشاب الصحيح) الذي يعتقد أنه وصل بعقلانية وضمير حي إلى قرار إنهاء حياته.
ومن المعارضين للانتحار الفلاسفة المسيحيين مثل القديس أغسطينوس، وتوما الأكويني، و إيمانويل كنت، ويمكن القول، جون ستيوارت ميل – وقد كان تركيز ميل على أهمية الحرية والاستقلالية يعني أنه رفض الخيارات التي من شأنها منع الشخص من اتخاذ قرارات مستقلة في المستقبل. بينما رأى آخرون الانتحار كمسألة مشروعة تخضع للاختيار الشخصي. ويؤكد أنصار هذا الموقف أنه يجب ألا يُجبر أحد على المعاناة رغمًا عنه، ولا سيما في ظروف مثل المرض العضال، والأمراض النفسية، والشيخوخة التي لا توجد إمكانية لتحسين وضعها. إنهم يرفضون الاعتقاد بأن الانتحار أمر غير عقلاني دائمًا، زاعمين في المقابل أنه يمكن أن يكون الملاذ الأخير الصالح لأولئك الذين يتحملون الآلام أو الصدمات الشديدة. وهناك موقف أكثر تشددًا يزعم أنه ينبغي السماح للأشخاص بالاستقلالية في اختيار الموت بغض النظر عما إذا كانوا يعانون أم لا. ومن أشهر أنصار هذه المدرسة الفكرية الإسكتلندي العامل بمبدأ التجريبية: ديفيد هيوم والأمريكي المتخصص في أخلاقيات الطب: جاكوب أبيل.

### الدعوة للانتحار

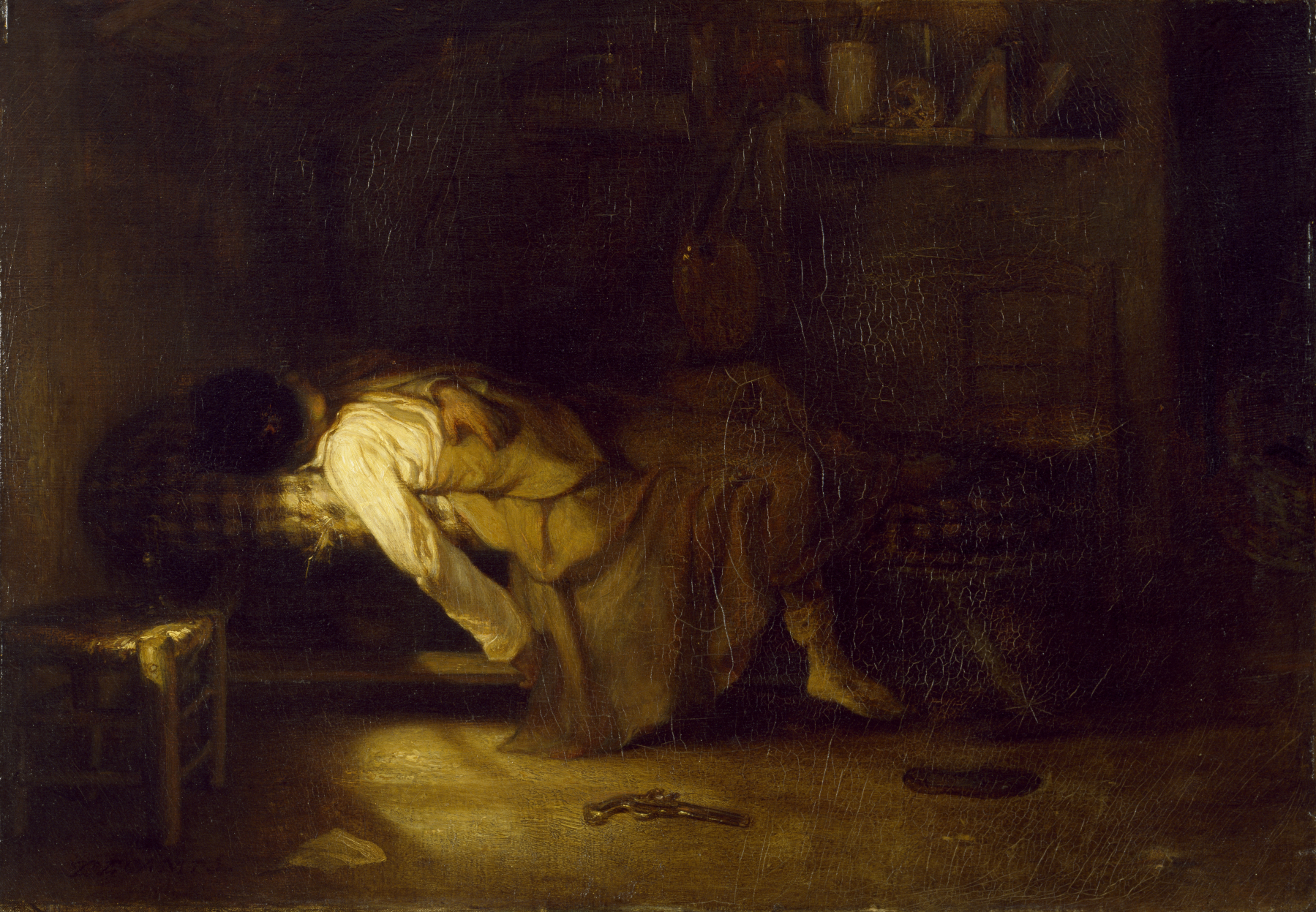
في هذه اللوحة التي رسمها ألكسندر غابرييل ديكامبس، تظهر لوحة ألوان، ومسدس، ومذكرة ملقاة على الأرض مما يشير إلى أن هذا الحادث قد وقع للتو؛ إنه فنان قد أنهى حياته.

لقد ظهرت الدعوة للانتحار في العديد من الثقافات والثقافات الفرعية. فقد شجع الجيش الياباني خلال الحرب العالمية الثانية على هجمات الكاميكازي الفدائية وأعلى من شأنها، وكانت هذه هجمات انتحارية يقوم بها الطيارون العسكريون من إمبراطورية اليابان ضد السفن البحرية للحلفاء في المراحل الأخيرة من الحملة العسكرية للمحيط الهادي في الحرب العالمية الثانية. وقد وُصف المجتمع الياباني عامة كمجتمع «متسامح» مع الانتحار. (راجع الانتحار في اليابان)
إن عمليات البحث على الإنترنت للحصول على معلومات حول الانتحار تجلب صفحات ويب تشجع في 10-30% منها على محاولات الانتحار أو تعمل على تسهيلها. وهناك بعض القلق من أن مثل هذه المواقع قد تدفع أولئك المائلين إلى الانتحار إلى مرحلة التنفيذ. كما أن بعض الأشخاص يعقدون اتفاقات الانتحار عبر الإنترنت، سواءً مع أصدقاء موجودين أو مع أشخاص قابلوهم مؤخرًا في غرف الدردشة أو لوحات الرسائل. ومع ذلك، فقد تساعد شبكة الإنترنت أيضًا على منع الانتحار عن طريق توفير مجموعة اجتماعية لأولئك الذين يعانون من العزلة.

### المواقع
أصبحت بعض المعالم معروفة بمستويات عالية من محاولات الانتحار. وتشمل هذه المواقع: جسر جولدن جيت في سان فرانسيسكو، وغابة أوكيجاهارا في اليابان، ومنطقة بيتشي هيد في إنجلترا، فضلاً عن الجسر الموجود في تورونتو باسم جسر بلور ستريت.
في عام 2010، كان قد وقع على جسر جولدن جيت أكثر من 1.300 محاولة انتحار بالقفز منذ بنائه في عام 1937. وقد شُيدت الحواجز في العديد من المواقع التي انتشرت بها محاولات الانتحار بغرض منعها. ويشمل هذا حاجز لومينوس فيل في تورونتو، والحواجز في برج إيفل في باريس ومبنى إمباير ستيت في نيويورك. واعتبارًا من عام 2011، يجري حاليًا إنشاء حاجز لجسر جولدن جيت. ويبدو أن هذه الحواجز عمومًا فعالة جدًا.

## الأنواع الأخرى
يتطلب الانتحار محاولة متعمدة حتى يتحقق الموت، وبالتالي يرى البعض أنه لا يمكن أن يحدث في الحيوانات غير البشرية. لقد لوحظ السلوك الانتحاري في السالمونيلا وهي تسعى للتغلب على البكتيريا المتنافسة عن طريق إحداث استجابة من الجهاز المناعي ضدها. كما لوحظت أيضًا دفاعات انتحارية من قبل عاملات النمل البرازيلي من فصيلة Forelius pusillus، حيث تترك مجموعة صغيرة من النمل أمان العش بعد إغلاق المدخل من الخارج كل مساء.
حشرات المن على البازلاء، عندما تهددها الخنفساء، يمكن أن تفجر نفسها للتشتيت ولحماية إخوانها، وأحيانًا حتى تستطيع قتل الخنفساء. هناك بعض الأنواع من النمل الأبيض يكون لديها جنود تفجر نفسها، بحيث تغطي أعدائهم بمادة ثخينة لزجة.
ولقد كانت هناك تقارير غير مؤكدة حول انتحار الكلاب والخيول والدلافين، رغم قلة الأدلة القاطعة. كما أن الدراسة العلمية المتوفرة محدودة حول انتحار الحيوانات.
يحدث الانتحار أيضًا في الخلايا ويطلق عليه اسم الاستماتة وهو نوع من موت الخلية المبرمج يسمى أيضًا بالانتحار الخلوي.

## حالات بارزة
من أمثلة الانتحار الانتحار الجماعي لطائفة جونز تاون الدينية عام 1978، والتي انتهت بانتحار 918 من أعضاء معبد بيبولز تيمبل، وهي طائفة دينية أمريكية بقيادة جيم جونز، وذلك عن طريق شرب مشروب نكهة العنب المخلوط بالسيانيد. وكذلك، فقد انتحر أكثر من 10,000 من المدنيين اليابانيين في الأيام الأخيرة من معركة سايبان في عام 1944، حيث قفز بعضهم من فوق «منحدر الانتحار» و«منحدر بانزاي».
وكذلك أيضًا، فقد أسفرت الإضرابات عن الطعام في عام 1981، بقيادة بوبي ساندز، عن 10 حالات وفاة. وقد تم تسجيل سبب الوفاة من قِبَل الطبيب الشرعي بأنه «الجوع، المفروض على النفس» بدلاً من الانتحار، وقد تم تعديل هذا ببساطة إلى «الجوع» على شهادات الوفاة بعد احتجاج عائلات الموتى من المضربين. كذلك، وخلال الحرب العالمية الثانية، عُرف أن إرفين رومل كان على علم مسبق بمؤامرة 20 يوليو على حياة هتلر، ولذا تم تهديده بالمحاكمة العلنية والإعدام والانتقام من أسرته إلا إذا قام بإنهاء حياته بنفسه.

## وصلات خارجية
- انتحار على مشروع الدليل المفتوح
- منع الانتحار: ضرورة عالمية (PDF). منظمة الصحة العالمية. 2014. ISBN:9789241564779. مؤرشف من الأصل (PDF) في 2018-01-07.